# John Yeboah
John Yeboah Zamora (Hamburg, 2000. június 23. –) német utánpótlás és ecuadori válogatott labdarúgó, az olasz Venezia csatára.

## Pályafutása

### Klubcsapatban
Az SV Rönneburg és a Türkiye Wilhelmsburg csapataiban nevelkedett, majd 2015-ben csatlakozott a VfL Wolfsburg akadémiájához. 2018 februárjában aláírta első profi szerződését a klubbal, amely 3 évre szólt. November 3-án mutatkozott be az első csapatban a Borussia Dortmund ellen 1–0-ra elvesztett bajnoki mérkőzésen Josip Brekalo cseréjeként a 81. percben. A következő fordulóban a Hannover 96 ellen a második játékrész elején váltotta Elvis Rexhbecajt. 2019 szeptemberében kölcsönbe került a holland VVV-Venlo együtteséhez a 2019–2020-as szezonra.

### Válogatottban
Tagja volt a német U17-es labdarúgó-válogatottnak amely részt vett a U17-es Európa-bajnokságon és a U17-es világbajnokságon. Az Európa-bajnokságon a szerb U17-es válogatott ellen gólt szerzett. Az elődöntőben a spanyol U17-es válogatott ellen 2–1-re kikaptak. A világbajnokságon is egy gólt szerzett, a kolumbiai U17-es válogatott elleni nyolcaddöntő mérkőzésen.

## Család
A németországi Hamburgban született ghánai és német szülőktől.

## Statisztikák

### A válogatottban
| Válogatott | Év       | Pályára lépés | Gól |
| ---------- | -------- | ------------- | --- |
| Ecuador    | 2024     | 6             | 2   |
| Összesen   | Összesen | 6             | 2   |

#### Góljai a válogatottban
| # | Időpont           | Helyszín                                            | Ellenfél  | Gólok | Eredmény | Kiírás              |
| - | ----------------- | --------------------------------------------------- | --------- | ----- | -------- | ------------------- |
| 1 | 2024. március 21. | Red Bull Arena, Harrison, Amerikai Egyesült Államok | Guatemala | 1–0   | 2–0      | Barátságos mérkőzés |
| 2 | 2024. június 12.  | Subaru Park, Chester, Amerikai Egyesült Államok     | Bolívia   | 2–0   | 3–1      | Barátságos mérkőzés |